# Bulbophyllum nervulosum
Bulbophyllum nervulosum là một loài phong lan thuộc chi Bulbophyllum.